# Sarota craspediodonta
Sarota craspediodonta is een vlindersoort uit de familie van de prachtvlinders (Riodinidae), onderfamilie Riodininae.
Sarota craspediodonta werd in 1918 beschreven door Dyar.